# Boreham Wood F.C.
Boreham Wood FC là một câu lạc bộ bóng đá chuyên nghiệp có trụ sở tại Borehamwood, Hertfordshire, Anh. Câu lạc bộ hiện thi đấu tại National League - giải hạng năm của bóng đá Anh. Đội có sân nhà tại Meadow Park. Được thành lập vào năm 1948, câu lạc bộ được biết đến với biệt danh "The Wood" và có sự cạnh tranh với St Albans City F.C. cùng địa phương.

## Danh hiệu
- Isthmian League
  - Nhà vô địch Division One các mùa giải 1976–77, 1994–95, 2000–01
  - Nhà vô địch League Cup mùa giải 1996–97
- Southern League
  - Nhà vô địch Division One East mùa giải 2005–06
- Athenian League
  - Nhà vô địch Division One mùa giải 1973–74
  - Nhà vô địch Division Two mùa giải 1968–69
- Parthenon League
  - Nhà vô địch mùa giải 1955–56
- Herts Senior Cup
  - Nhà vô địch mùa giải 1971–72, 1998–99, 2001–02, 2007–08, 2013–14, 2017–18, 2018–19
- Herts Charity Cup
  - Nhà vô địch các mùa giải 1980–81, 1983–84, 1985–86, 1988–89, 1989–90
- London Challenge Cup
  - Nhà vô địch mùa giải 1997–98

## Thành tích
- Thành tích tốt nhất tại National League, Hạng 4 mùa giải 2017–18[2]
- Thành tích tốt nhất tại FA Cup: Vòng năm mùa giải 2021–22[2]
- Thành tích tốt nhất tại FA Amateur Cup: Vòng ba mùa giải 1970–71[2]
- Thành tích tốt nhất tại FA Trophy: Bán kết mùa giải 2005–06[2]
- Kỷ lục số lượng khán giả: 4,101 người trong trận đấu với St Albans City, vòng hai FA Cup ngày 6 tháng 12 năm 2021[3][4]
- Cầu thủ ra sân nhiều nhất: Dave Hatchett, 714[5]
- Cầu thủ ghi nhiều bàn nhất: Mickey Jackson[5]
- Phí chuyển nhượng kỷ lục được trả: 18,000 bảng đến Câu lạc bộ Dagenham & Redbridge cho cầu thủ Morgan Ferrier[6]
- Phí chuyển nhượng kỷ lục được nhận: 25,000+ bảng từ Câu lạc bộ Walsall cho cầu thủ Morgan Ferrier[cần dẫn nguồn]